# Ferdinand Lacina
Ferdinand Lacina (ur. 31 grudnia 1942 w Wiedniu) – austriacki polityk, działacz Socjaldemokratycznej Partii Austrii, w latach 1984–1995 minister.

## Życiorys
W 1965 ukończył studia w Wyższej Szkole Handlu Światowego w Wiedniu. W trakcie nauki działał w socjalistycznej organizacji studenckiej VSStÖ. Pracował w izbie pracy Arbeiterkammer, od 1973 jako kierownik działu ekonomicznego izby. W 1978 został kierownikiem działu planowania finansowego w państwowym holdingu Österreichische Industrieverwaltungs.
Zaangażował się w działalność polityczną w ramach SPÖ. W 1980 został dyrektorem gabinetu w urzędzie kanclerza, w latach 1982–1984 pełnił funkcję sekretarza stanu w urzędzie kanclerza. W randze ministra wchodził w skład rządów, którymi kierowali Fred Sinowatz i Franz Vranitzky. We wrześniu 1984 został ministrem transportu, a w listopadzie tegoż roku ministrem gospodarki publicznej i transportu. Od czerwca 1986 do kwietnia 1995 nieprzerwanie sprawował urząd ministra finansów. W 1994 krótko wykonywał mandat posła do Rady Narodowej XIX kadencji.
W latach 1996–1997 był dyrektorem generalnym przedsiębiorstwa GiroCredit. Później do czasu przejścia na emeryturę zajmował się działalnością konsultingową.
Odznaczony Wielką Złotą Odznaką Honorową z Gwiazdą za Zasługi dla Republiki Austrii. Mąż Gertraud Knoll.